# Pierre Barouh
Pierre Barouh (vero nome Élie Barouh; Parigi, 19 febbraio 1934 – Parigi, 28 dicembre 2016) è stato un attore, compositore, giornalista, pallavolista, produttore discografico e cantante francese.
È noto in particolare per il suo ruolo, sia nelle vesti di attore sia di autore e interprete della colonna sonora, nel film Un uomo, una donna di Claude Lelouch (1966).

## Biografia
Élie Barouh, insieme al fratello e alla sorella, crebbe a Levallois-Perret, fino allo scoppio della seconda guerra mondiale, quando i genitori, ebrei originari della Turchia, li nascosero a Montournais, nella Vandea. È proprio riferendosi a quegli anni che Élie, battezzato come Pierre, trovò in seguito ispirazione per canzoni come "La Bicyclette" e "Les Filles du Dimanche".
Dopo la guerra divenne giornalista sportivo e fu anche giocatore della squadra nazionale di pallavolo. Durante alcuni mesi trascorsi in Portogallo conobbe la musica brasiliana: visitò quindi il Brasile e, al suo ritorno a Parigi entrò in contatto con i più importanti scrittori brasiliani e compositori di bossa nova.
Intraprese quindi la carriera di attore: interpretò la parte di uno zingaro nel film Da dove vieni cowboy? (1963) e apparve in Una ragazza e quattro mitra (1964) di Claude Lelouch, nonché con lo stesso regista due anni dopo in Un uomo, una donna (1966), in cui interpretò il ruolo del marito defunto di Anouk Aimée, che divenne sua moglie fra il 1966 e il 1969.
Nel 1966, in seguito al successo della colonna sonora del film Un uomo, una donna, di cui scrisse i testi delle canzoni sulle musiche di Francis Lai, fondò la Saravah, la più antica etichetta indipendente francese di produzione musicale. Samba Saravah è infatti il titolo della versione con testo francese scritto da lui della canzone Samba da benção, scritta da Baden Powell de Aquino e Vinicius de Moraes.

## Filmografia parziale

### Attore
- Tempesta in Normandia (Arrêtez les tambours), regia di Georges Lautner (1961)
- Da dove vieni cowboy? (D'où viens-tu... Johnny?), regia di Noel Howard (1963)
- Una ragazza a Saint-Tropez (Le Gendarme de Saint-Tropez), regia di Jean Girault (1964)
- Una ragazza e quattro mitra (Une fille et des fusils), regia di Claude Lelouch (1965)
- Un uomo, una donna (Un Homme et une femme), regia di Claude Lelouch (1966)
- Vivere per vivere (Vivre pour vivre), regia di Claude Lelouch (1967)
- Ci sono dei giorni... e delle lune (Il y a des jours... et des lunes), regia di Claude Lelouch (1990)
- Le Courage d'aimer, regia di Claude Lelouch (2005)